# مشروع سجل الأيام
مشروع سِجل الأيام، (بالإنجليزية: Project Almanac)‏، يحكي الفيلم قصة مجموعة من المراهقين في إحدى المدارس الثانوية، الذين يجدون وسيلة لبناء آلة زمن، ويعودون للماضي ليصلحوا أخطاءهم السابقة في الحياة، وسرعان ما يكتشفون أن عبثهم بماضيهم له نتائج كارثية على المستقبل كله.

## طاقم العمل
- Jonny Weston بدور (ديفيد راسكن)
- Sofia Black D'Elia بدور (جيسي بيرس)
- Sam Lerner بدور (كوين غولدبرغ)
- Allen Evangelista بدور (آدم لي)
- Virginia Gardner بدور (كرستينا راسكن)

## روابط خارجية
- مشروع سجل الأيام على موقع IMDb (الإنجليزية)
- مشروع سجل الأيام على موقع ميتاكريتيك (الإنجليزية)
- مشروع سجل الأيام على موقع روتن توميتوز (الإنجليزية)
- مشروع سجل الأيام على موقع نتفليكس (الإنجليزية)
- مشروع سجل الأيام على موقع قاعدة بيانات الأفلام العربية
- مشروع سجل الأيام على موقع ألو سيني (الفرنسية)
- مشروع سجل الأيام على موقع Turner Classic Movies (الإنجليزية)
- مشروع سجل الأيام على موقع أول موفي (الإنجليزية)
- مشروع سجل الأيام على موقع بوكس أوفيس موجو (الإنجليزية)
- مشروع سجل الأيام على موقع فيلمافينيتي (الإسبانية)